# Nelly (artista egipcia)
Nelly Artin Kalfayan (en árabe: نيللي آرتين كالفيان‎; en armenio: Նելլի Արթին Գալֆայան; nacida el 3 de enero de 1951), conocida simplemente como Nelly, es una actriz, cantante, comediante, bailarina, personalidad televisiva y artista polifacética egipcia.

## Origen familiar
Nelly nació en 1951 en El Cairo, en el seno de una familia armenio-egipcia. Es la hermana menor de Feyrouz, una conocida actriz infantil, y prima de Lubluba, otra famosa actriz de cine egipcia un poco mayor que ella. Nelly estuvo casada con el director de cine egipcio Hossam El Din Mostafa y, más tarde, se comprometió con el músico Moody Elemam durante un breve periodo de tiempo. Posteriormente, se casó con Khaled Barakat (empresario egipcio) y se mudó a Londres, pero más tarde se divorció.

## Carrera

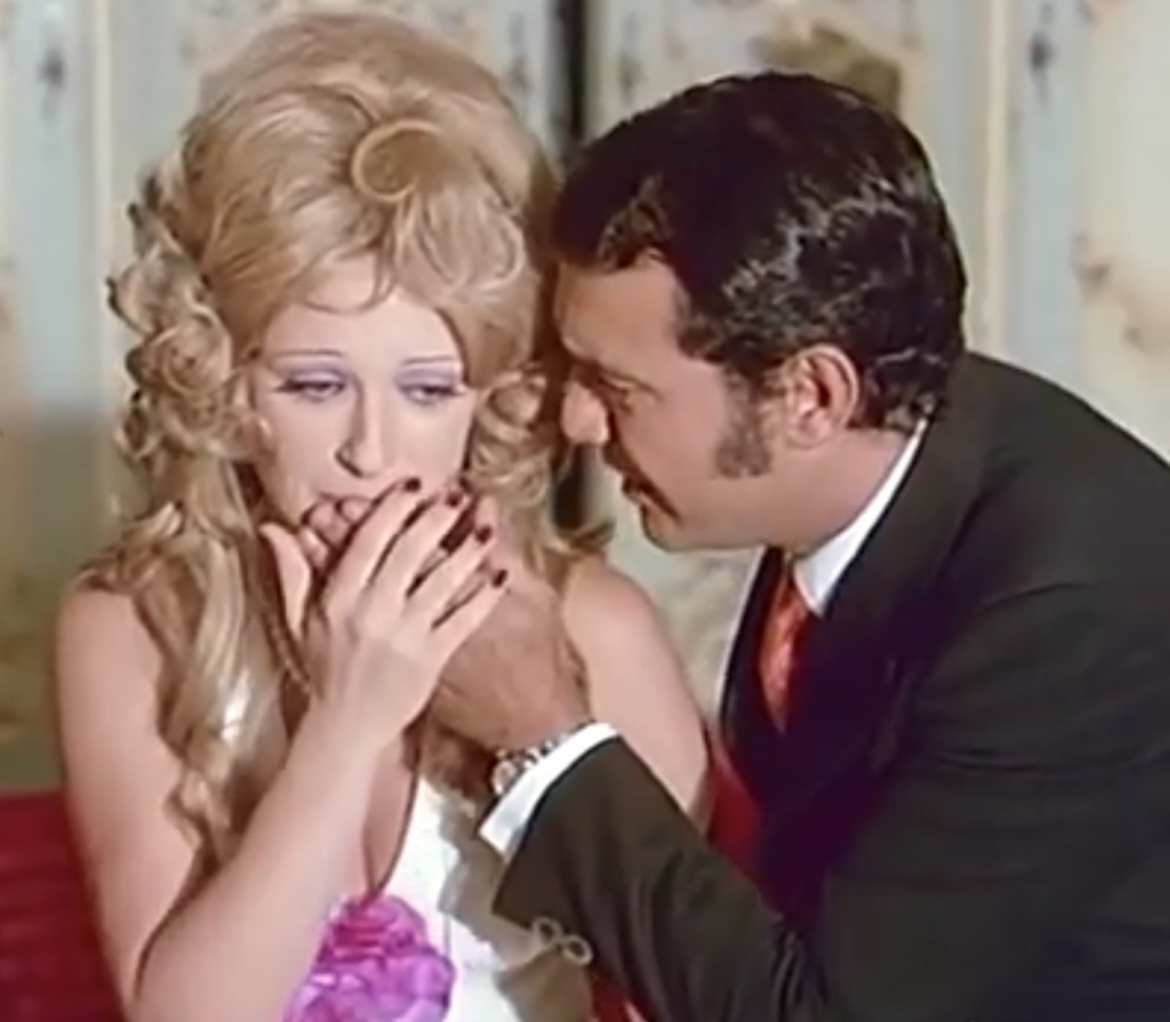
Nelly y Salah Zulfikar en Memory of a Night of Love (1973)

Su padre era productor de cine. y ella comenzó su carrera como actriz infantil, siguiendo los pasos de su hermana mayor, Feyrouz, que fue una actriz infantil muy famosa antes que ella. Apareció en varias películas cuando era niña, entre ellas El Harman, Asafir El Gennah, Hati Naltaqi y Tuba. También participó en series de radio, la primera de ellas Shi’ Men El Adhab, con el gran Mohammed Abdel Wahab, y en éxitos teatrales, como El dalouaa, con Farid Shawqi. Su fama creció en 1966, a los 17 años, con la primera película en la que tuvo el papel protagonista, Al Murahiqa, de Mahmoud Zulfikar, en la que interpretó a Saghira. Uno de sus papeles más aclamados por la crítica fue el secundario que interpretó en Al Azab Imra'a. Cuenta con más de 60 películas en su haber. La mayoría de ellas son musicales o películas con un hilo argumental y dramático que se intercala con canciones y bailes. La mayoría tienen un espíritu cómico. Nelly actuó junto a la mayoría de las estrellas del cine egipcio, de más de una generación. Actuó en siete películas junto a Salah Zulfikar, y también actuó en varias series de televisión melodramáticas, entre las que destacan Bardis y Ad Dawwama.

### Fawazir Nelly

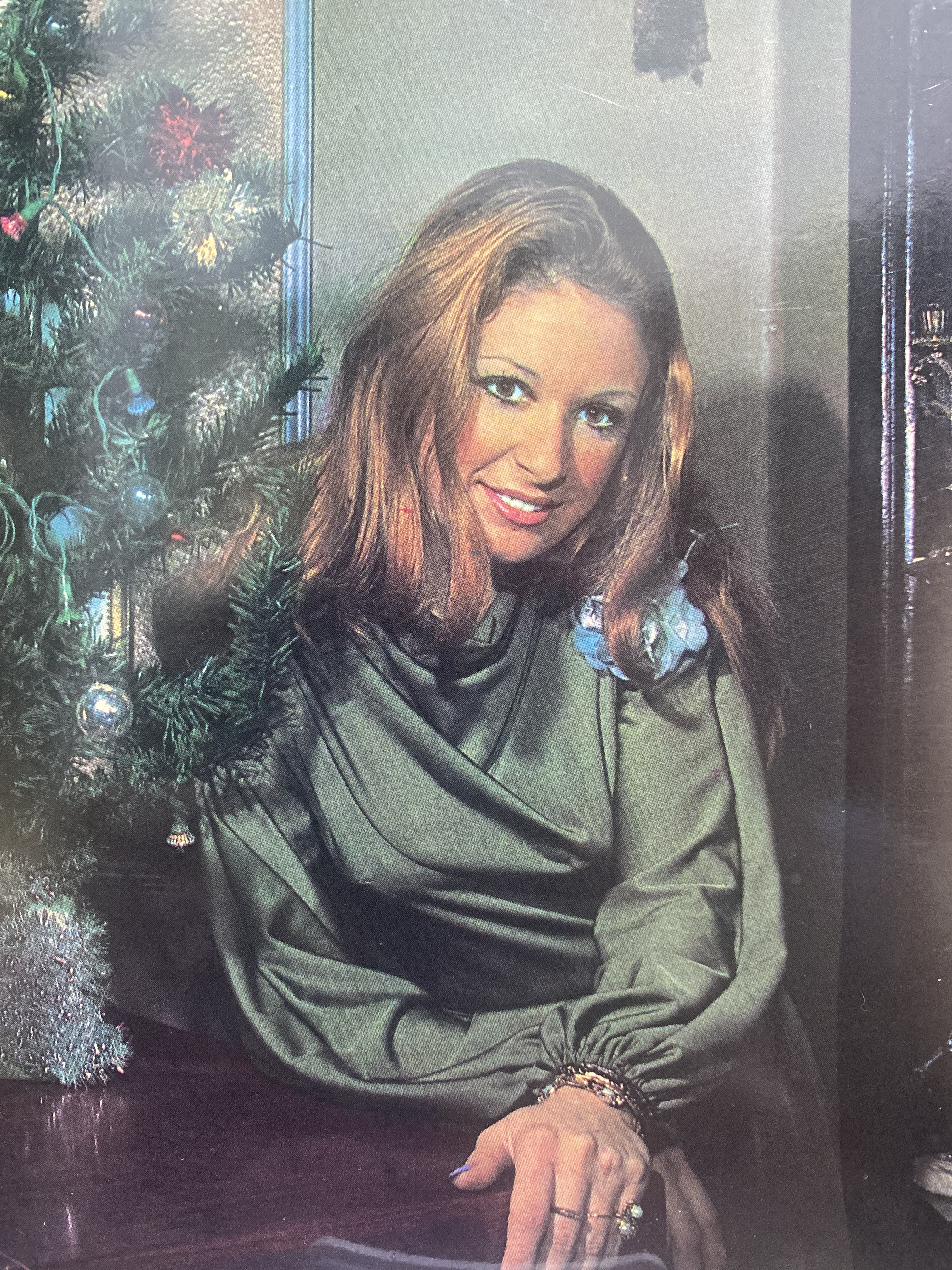
Nelly a finales de la década de 1970

De su extensa obra artística, Nelly es más conocida en todo el mundo árabe por su Fawazir Ramadan (فوازير رمضان; que se traduce como rompecabezas del Ramadán), una serie de programas de televisión cómicos con mucha música y baile, en los que Nelly es la protagonista. Estos programas, que contaban con una gran audiencia, se emitían a diario durante el mes sagrado del Ramadán en decenas de las principales cadenas de televisión árabes de todo el mundo árabe, mezclados con segmentos de entretenimiento general. Cada año, la serie "fawazir" se organizaba en torno a un tema diferente. Entre los programas se encontraban: Fawazir Arusty (1980), Fawazir Al Khatbah (1981), Fawazir Alam Wareq (1990), Fawazir Sanduq El Dunya (1991), Fawazir Om El Oreaf (1992), Fawazir Dunya Laaba (1995), Fawazir Zay El Naharda (1996). El último fawazir de Nelly fue en 1996, pero en 2001 realizó un espectáculo al estilo fawazir llamado Alf Leila Wa Leila. Desde entonces, Nelly ha rechazado varias propuestas para hacer otro fawazir alegando "falta de ideas nuevas".

### Años recientes
Nelly se ha retirado en gran medida del mundo del cine, los programas de comedia y la música, pero ha seguido apareciendo como invitada en varios programas de entrevistas y entretenimiento de televisión. También fue jurado en 2006 en The X Factor, el programa de búsqueda de talentos musicales de XSeer Al Najah TV. En enero de 2010 se informó de que Nelly había aceptado un papel como actriz en una serie dramática de televisión. Si este proyecto llega a buen puerto, será el primer papel dramático de Nelly desde 1989.

## Filmografía

### Teatro
- El- Dalouaa (الدلوعة)
- Ouaa Taakar Damak (أوعى تعكر دمك )
- El-Eyal El Tayibin (العيال الطيبين)
- Cabareh (كابريه )
- Cinderella and el madah (سندريلا و المداح)
- Eyal el tayibin ( العيال الطيبين )
- El Donia Doulab (الدنيا  دولاب )
- Inkilab (إنقلاب)
- Souk El Halawa (سوق الحلاوة)
- المدرسين و الدروس الخصوصية
- Madraset el muchaghibeen

### Series
- (2002) ألو رابع مرة TV series[10]
- الرمال الناعمة
- (2000) ألف ليلة وليلة TV series[10]
- (1997) سنوات الشقاء والحب TV series[10]
- حبيبي الذي لا أعرفه
- الدوامة
- المارد
- عاشت مرتين
- مبروك جالك ولد
- شيء من العذاب
- انها مجنونة مجنونة
- قصاقيص ورق

Movies
- Mekanika (Nancy / Rich spoiled heiress) (1993)
- Ana Wenty Wa Sa’at Alsafar  (1985)
- قط الصحراء
- The Ghoul  (1983)
- غابة من الرجال[10]
- اللقاء المر
- الخاتم[10]
- اتنين على الهوا[10]
- حادث النصف متر[10]
- مع تحياتي لأستاذي العزيز[10]
- دندش[10]
- A Moment of Weakness[10]
- العاشقة[10]
- Sin of an Angel (خطيئة ملاك)[11] (1979)
- Al-azab emra aa (Inass) (1977)
- الوهم[10]
- خطيئة ملاك[10]
- شفاه لا تعرف الكذب[10]
- عيب يا لولو .. يا لولو عيب[10]
- إمرأة بلا قيد[10]
- الإعتراف الأخير[10]/Al eeteraf al akhir (1978)
- أهلا يا كابتن[10]
- طائر الليل الحزين[10]
- العذاب امرأة[10]
- عذراء.. ولكن[10]
- البنت الحلوة الكدابة[10]
- الدموع في عيون ضاحكة[10]
- شلة الأنس[10]
- العاشقات[10]
- الحساب يا مدموزيل[10]
- صائد النساء[10]
- نساء ضائعات[10]
- إمرأتان[10]
- الخاطئون[10]
- سيدتي الجميلة[10]/النشالة[10]
- سؤال في الحب[10]
- عايشين للحب[10]
- غابة من السيقان[10]
- قاع المدينة[10]
- نساء للشتاء[10]
- دنيا[10]
- بنات للحب[10]
- الشحات[10]
- كلمة شرف[10]
- نساء الليل[10]
- Good Morning, My Dear Wife[10]
- Memory of a Night of Love[10]
- الحب والصمت[10]
- شياطين البحر[10]
- ملوك الشر[10]
- شباب في عاصفة[10]
- عصابة الشيطان[10]
- مذكرات الآنسة منال[10]
- غداً يعود الحب[10]
- لا لا يا حبيبي[10]
- My Husband's Wife[10]
- مغامرة شباب[10]
- Medinet al-Samt (1973)
- يوم واحد عسل[10]
- مجرم تحت الاختبار[10]/Mogrem that el-ekhtebar (Aziza) (1968)
- دلع البنات[12]
- زوجة بلا رجل[10]
- الحب سنة 70[10]
- أسرار البنات[10]
- الرجل الذي فقد ظله[10]/El ragol el-lazi fakad zilloh (Samia Samy) (1968)
- نساء بلا غد[10]
- اللص الظريف[10]
- طائر الليل الحزين[12]
- مذكرات الآنسة منال[12]
- Ana al-Doctor  (1968)
- Aguazet seif  (1967)
- Beit el talibat (1967)
- Nora  (1967)
- The Teddy Boys (المشاغبون)[13] (1966)
- المراهقة الصغيرة[12]  (1966)
- [10]هي والرجال
- التوبة[10]  (1958
- رحمة من السماء[12]  (1958)
- حتى نلتقي[12]  (1957)
- Birds of Paradise (عصافير الجنة)[14] (1956)

- الحرمان[12] (1953)

Series de radio
- شيء من العذاب
- سنة أولى حب
- رصاصة في القلب
- هيام و فارس الأحلام
- إمرأة في ورطة

### Programas de televisión
- The X_Factor Xir El Hayat 2006
- Studio El_Fan 2003
- El_Janeb El Akhar
- Tarata Abdel Halim Hafez

## Premios
- Mejor papel secundario en Al Azab Imra'a (العذاب إمرأة)
- Premio a la trayectoria profesional durante el Alexandria International Film Festival en 1999
- Murex Excellence Awards en el Líbano 2008.
- Premios a la trayectoria Festival Internacional de Cine de El Cairo ganó el Golden Pyramid Award